# Pw3ü Bay 01

Zeichnung zu Pw3ü Bay 01

Bei den bayerischen Pw3ü Bay 01 / Pw3i Bay 01/21 / Pw3i Bay 01/21a handelt es sich um dreiachsige Packwagen für den Einsatz in Personenzügen nach dem Blatt 227 für die Königlich Bayerischen Staatseisenbahnen.

## Beschaffung
Für den Einsatz in Durchgangs-, Schnell- und Eilzügen wurden adäquate Gepäckwagen benötigt. So beschaffte die KBayStsB zwischen 1901 und 1904 weitere zehn dreiachsige Wagen in zwei Baulosen, die dem Vorgängertyp nach Blatt 226 entsprachen. Sie waren für den grenzüberschreitenden Einsatz nach Österreich und/oder der Schweiz ausgestattet. Die anfänglich vorhandenen Faltenbälge für die Übergänge wurde bis spätestens 1935 entfernt und die Wagen erhielten geänderte Gattungsbezeichnungen.

## Verbleib
Insgesamt zwei Wagen mussten als Reparationsleistungen 1919 abgegeben werden. Insgesamt drei Wagen kamen noch zur DB und wurden dort bis 1962 ausgemustert.

## Konstruktive Merkmale

### Untergestell
Der Rahmen der Wagen war komplett aus Profileisen aufgebaut und genietet. Die äußeren Längsträger hatten U-Form mit nach außen gerichteten Flanschen. Die Querträger waren ebenfalls aus U-Profilen und nicht gekröpft. Als Zugeinrichtung hatten die Wagen Schraubenkupplungen nach VDEV. Die Zugstange war durchgehend und mittig gefedert. Als Stoßeinrichtung besaßen die Wagen ursprünglich 2-fach geschlitzte Korbpuffer mit einer Einbaulänge von 650 mm und 360 mm für die Pufferteller. Diese wurde später durch Hülsenpuffer ersetzt.

### Laufwerk
Die Wagen hatten aus Blechen und Winkeln genietete Achshalter der kurzen, geraden Bauform. Die mittlere Achse hatte ein seitliches Spiel und war teilweise ebenfalls gebremst. Gelagert waren die Achsen in Gleitachslagern. Die Räder hatten Speichenradkörper. Für den internationalen Einsatz hatten die Wagen neben der Westinghouse-Luftdruckbremse teilweise auch Saugluftbremsen des Systems Hardy. Zusätzlich gab es noch eine Handspindelbremse, die auch von der Kanzel des Dienstraums aus bedient werden konnte.

### Wagenkasten
Der Rahmen des Wagenkastens bestand aus einem hölzernen Ständerwerk, welches durch stählerne Zugbänder versteift wurde. Die Wände waren außen mit Blechen und innen mit Holz verkleidet. Die Seiten- und die Stirnwände waren gerade, die Einstiegstüren eingerückt. Der Wagenkasten war in ein Dienstabteil, ein abgeschlossenes Zollabteil mit Seitengang sowie einem großen Gepäckraum mit Hundebox unterteilt. Das flache Tonnendach war über dem Dienstraum mit einer aufgesetzten Kanzel versehen, die dem Zugführer als Beobachtungskanzel diente. Über den Einstiegstüren waren die Dächer ausgespart. Die Wagenübergänge an den Stirnseiten waren durch Faltenbälge gesichert. Zum schnellen Be- und Entladen gab es je eine 1.500 mm breite Schiebetüre, die auf Rollen stand und mit Kopfstangen geführt wurde.

### Ausstattung
Neben einem Dienstabteil mit Zugführerkanzel und Abort gab es einen großen Laderaum mit einem integrierten, abschließbaren Zollabteil. Diese wurden bei der Umbauaktion 1921 teilweise entfernt. Bei allen Wagen gab es noch eine Hundebox.
Beleuchtet wurden die Wagen mit Gasleuchten. Die zur Versorgung dienenden Behälter waren in Längsrichtung unter dem Wagenkasten angebracht. In den 1930er Jahren erfolgte ein Umbau auf elektrische Beleuchtung. Die Beheizung erfolgte mit Dampf. Zur Belüftung gab es statische Lüfter auf dem Dach.

## Wagennummern
Die Daten sind dem diversen Wagenpark-Verzeichnissen der Kgl.Bayer.Staatseisenbahnen, so wie im Literaturverzeichnis aufgeführt, sowie den Büchern von Emil Konrad (Reisezugwagen der deutschen Länderbahnen, Band II) und  Alto Wagner (Bayerische Reisezugwagen) entnommen.
| Herstelldaten                | Herstelldaten                | Herstelldaten                | Wagennummern je Epoche Gattungszeichen | Wagennummern je Epoche Gattungszeichen | Wagennummern je Epoche Gattungszeichen | Wagennummern je Epoche Gattungszeichen | Wagennummern je Epoche Gattungszeichen | Wagennummern je Epoche Gattungszeichen | Wagennummern je Epoche Gattungszeichen | Fahrwerk      | Fahrwerk | Fahrwerk                   | Fahrwerk                   | Fahrwerk                   | Ausstattung                | Zusatzinfos                | Zusatzinfos                          |                                      |                                      |                                      |                                      |                 |                                               |
| Bau- jahr                    | Her- steller                 | An- zahl                     | ab 1907                                | Rep. (1919)                            | DR (ab 1923)                           | DRG (ab 1930)                          | DRG n. Umbau                           | Ausge- mustert                         | letzt. Heimat-Bf.                      | Anz. Ach- sen | LüP (mm) | Unt. Gest.                 | LA.                        | Brem- sen                  | Bl.                        | Hz.                        | Art u.Anz. Abteile (Sitze je Klasse) | Art u.Anz. Abteile (Sitze je Klasse) | Art u.Anz. Abteile (Sitze je Klasse) | Art u.Anz. Abteile (Sitze je Klasse) | Art u.Anz. Abteile (Sitze je Klasse) | Sig- nal- hlt.  | Bemerkung                                     |
| ---------------------------- | ---------------------------- | ---------------------------- | -------------------------------------- | -------------------------------------- | -------------------------------------- | -------------------------------------- | -------------------------------------- | -------------------------------------- | -------------------------------------- | ------------- | -------- | -------------------------- | -------------------------- | -------------------------- | -------------------------- | -------------------------- | ------------------------------------ | ------------------------------------ | ------------------------------------ | ------------------------------------ | ------------------------------------ | --------------- | --------------------------------------------- |
| Blatt-Nr. aus WV von Gattung | Blatt-Nr. aus WV von Gattung | Blatt-Nr. aus WV von Gattung | 227 1913 P3ü                           |                                        | Pw3ü Bay 01                            | Pw3ü Bay 01                            |                                        |                                        | (siehe Legende)                        |               |          | (siehe jeweilige Legende)! | (siehe jeweilige Legende)! | (siehe jeweilige Legende)! | (siehe jeweilige Legende)! | (siehe jeweilige Legende)! | A                                    | D                                    | G                                    | V                                    | Z                                    | (siehe Legende) |                                               |
| 1904                         | MAN                          | 5                            | 17 707                                 | X                                      |                                        |                                        |                                        | 11/1919                                |                                        | 3             | 13.574   | E                          | A4                         | H; Wsbr; Hnr; Ahbr         | G                          | D                          | 1                                    | 1                                    | 1                                    | 1                                    | 2                                    | AT; CH          |                                               |
| 1904                         | MAN                          | 5                            | 17 708                                 |                                        | 91 501 Mü                              | 107 090 Mü                             |                                        | 03/1961                                | Nürnberg                               | 3             | 13.574   | E                          | A4                         | H; Wsbr; Hnr; Ahbr         | G                          | D                          | 1                                    | 1                                    | 1                                    | 1                                    | 2                                    | AT; CH          |                                               |
| 1904                         | MAN                          | 5                            | 17 709                                 | X                                      |                                        |                                        |                                        | 11/1919                                |                                        | 3             | 13.574   | E                          | A4                         | H; Wsbr; Hnr; Ahbr         | G                          | D                          | 1                                    | 1                                    | 1                                    | 1                                    | 2                                    | AT; CH          |                                               |
| 1904                         | MAN                          | 5                            | 17 710                                 |                                        | 91 505 Mü                              | 107 091 Mü                             |                                        | xx/193x                                | München                                | 3             | 13.574   | E                          | A4                         | H; Wsbr; Hnr; Ahbr         | G                          | D                          | 1                                    | 1                                    | 1                                    | 1                                    | 2                                    | AT; CH          |                                               |
| 1904                         | MAN                          | 5                            | 17 711                                 |                                        | 91 506 Mü                              | 107 092 Mü                             |                                        | ? 1945                                 | München                                | 3             | 13.574   | E                          | A4                         | H; Wsbr; Hnr; Ahbr         | G                          | D                          | 1                                    | 1                                    | 1                                    | 1                                    | 2                                    | AT; CH          |                                               |
| Blatt-Nr. aus WV von Gattung | Blatt-Nr. aus WV von Gattung | Blatt-Nr. aus WV von Gattung | 227 1913 P3ü                           |                                        | Pw3ü Bay 01                            | Pw3ü Bay 01                            | Pw3i Bay 01/21                         |                                        | (siehe Legende)                        |               |          | (siehe jeweilige Legende)! | (siehe jeweilige Legende)! | (siehe jeweilige Legende)! | (siehe jeweilige Legende)! | (siehe jeweilige Legende)! | A                                    | D                                    | G                                    | V                                    | Z                                    | (siehe Legende) | Rückbau der Faltenbälge und eines Zollabteils |
| 1901                         | MAN                          | 1                            | 16 500                                 |                                        | 91 511 Au                              | 116 503 Au                             | 116 503 Au                             | xx/193x                                | Lindau                                 | 3             | 13.574   | E                          | A4                         | H; Wsbr;                   | G                          | D                          | 1                                    | 1                                    | 1                                    | 1                                    | 1                                    | CH              |                                               |
| Blatt-Nr. aus WV von Gattung | Blatt-Nr. aus WV von Gattung | Blatt-Nr. aus WV von Gattung | 227 1913 P3ü                           |                                        | Pw3ü Bay 01                            | Pw3ü Bay 01                            | Pw3i Bay 01/21a                        |                                        | (siehe Legende)                        |               |          | (siehe jeweilige Legende)! | (siehe jeweilige Legende)! | (siehe jeweilige Legende)! | (siehe jeweilige Legende)! | (siehe jeweilige Legende)! | A                                    | D                                    | G                                    | V                                    | Z                                    | (siehe Legende) | Rückbau der Faltenbälge und der Zollabteile   |
| 1901                         | MAN                          | 4                            | 16 496                                 |                                        | 91 506 Wür                             | 116 522 Nür                            | 116 522 Nür                            | 06/1957                                | Ochsenfurt                             | 3             | 13.574   | E                          | A4                         | H; Wsbr;                   | G                          | D                          | 1                                    | 1                                    | 1                                    | 1                                    |                                      | CH              |                                               |
| 1901                         | MAN                          | 4                            | 16 497                                 |                                        | 91 507 Wür                             | 116 523 Nür                            | 116 523 Nür                            | 05/1957                                | Schweinfurt                            | 3             | 13.574   | E                          | A4                         | H; Wsbr;                   | G                          | D                          | 1                                    | 1                                    | 1                                    | 1                                    |                                      | CH              |                                               |
| 1901                         | MAN                          | 4                            | 16 498                                 |                                        | 91 508 Wür                             | 116 524 Nür                            | 116 524 Nür                            | 04/1950                                | RBD Han.                               | 3             | 13.574   | E                          | A4                         | H; Wsbr;                   | G                          | D                          | 1                                    | 1                                    | 1                                    | 1                                    | Altschadwagen                        | CH              |                                               |
| 1901                         | MAN                          | 4                            | 16 499                                 |                                        | 91 590 Wür                             | 116 525 Nür                            | 116 525 Nür                            | xx/193x                                | Schweinfurt                            | 3             | 13.574   | E                          | A4                         | H; Wsbr;                   | G                          | D                          | 1                                    | 1                                    | 1                                    | 1                                    |                                      | CH              |                                               |